# Esparreguera
Esparreguera ist eine katalanische Stadt in der Provinz Barcelona im Nordosten Spaniens. Sie liegt in der Comarca Baix Llobregat.

## Söhne und Töchter der Stadt
- Amadeu Cuscó i Panadès (1876–1942), Pianist, Kapellmeister und Komponist
- Anna Lizaran (1944–2013), Schauspielerin

## Städtepartnerschaft
- Botmakak (Kamerun)